# Mopsa Sternheim
Elisabeth Dorothea (Mopsa) Sternheim, geboren als Elisabeth Dorothea Löwenstein (Düsseldorf-Oberkassel, 10 januari 1905 - Parijs, 11 september 1954) was een Duits-Oostenrijkse kostuumontwerper, decorontwerper en verzetsstrijder.
Haar jeugd bracht ze afwisselend door in Duitsland, België, Nederland en Zwitserland. Nadat ze in 1926 haar opleiding tot decorontwerper had afgerond, verhuisde ze naar Berlijn. In het vrije Berlijn van de Weimarrepubliek was ze onderdeel van het nachtleven en had ze diverse wisselende relaties met mannen en vrouwen. Een behandeling met Eukodal (Oxycodon) na een motorongeluk in 1927, leidde tot een drugsverslaving waar ze tot haar dood mee worstelde.
Kort na de machtsovername van Adolf Hitler in 1933 verhuisde ze naar Parijs en tijdens de Tweede Wereldoorlog sloot ze zich aan bij het Franse verzet. Dit leidde in 1943 tot een arrestatie en gevangenschap in kamp Ravensbrück waar ze haar verzetsactiviteiten voortzette. Als onderdeel van Aktion Bernadotte werd ze in 1945 door het Zweedse Rode Kruis gered. 
De laatste jaren van haar leven werden gekenmerkt door financiële problemen, een echtscheiding, diverse rechtszaken, een ongelukkige liefdesrelatie en ziekte. In 1954 overleed ze in Parijs aan de gevolgen van darmkanker.

## Jeugd
Elisabeth Dorothea Sternheim werd geboren in Düsseldorf-Oberkassel op 10 januari 1905 als Elisabeth Dorothea Löwenstein. Ze was de buitenechtelijke dochter van de Joodse toneelschrijver Carl Sternheim en de katholieke Thea Sternheim, geboren Bauer. Haar moeder was ten tijde van de geboorte van Dorothea, die 'Moiby' of 'Mopsa' werd genoemd, getrouwd met de Joodse advocaat Arthur Löwenstein die haar als zijn dochter erkende.
De eerste jaren van haar leven groeide ze samen met haar oudere halfzus Agnes 'Nucki' op in een welvarend gezin. Haar moeder was deel van de gevestigde Duitse bourgeoisie en afkomstig uit een zeer vermogende ondernemersfamilie. In mei 1906 erfde haar moeder enkele miljoenen Duitse mark.
In december van datzelfde jaar gingen haar ouders uit elkaar. Nadat ze in april 1907 officieel scheidden, kreeg Löwenstein de voogdij over Mopsa en haar halfzus. Haar moeder hertrouwde enkele maanden later met Carl Sternheim, Mopsa's biologische vader. Door de voogdijregeling zag ze haar moeder slechts twee maanden per jaar tijdens de zomermaanden.
 

Toen Löwenstein in 1912 hertrouwde, droeg hij de zorg voor Mopsa over aan haar moeder. In augustus van dat jaar verhuisde Mopsa naar België, waar haar moeder samen met Carl Sternheim en haar drie jaar jongere broer Klaus 'Kloisy' in Terhulpen, nabij Brussel, woonde. Dat Carl Sternheim haar biologische vader was, ontdekte ze pas toen ze elf jaar oud was. 

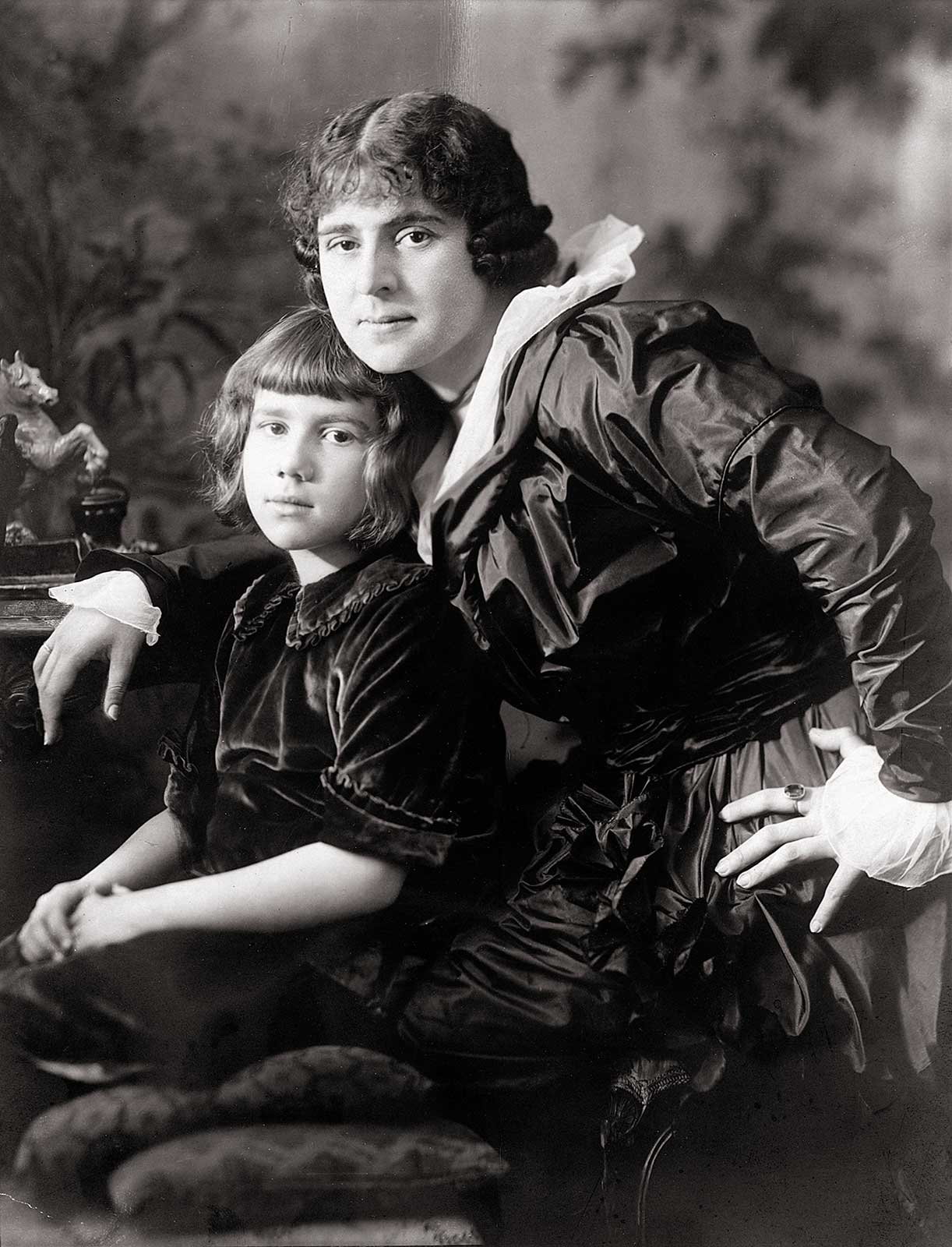
Mopsa samen met haar moeder Thea Sternheim (1913)

### Eerste Wereldoorlog
Na het uitbreken van de Eerste Wereldoorlog in juli 1914 vertrok het gezin via Nederland naar Duitsland en Zwitserland. Ze woonden tijdelijk in Bad Harzburg, Genève en Königstein im Taunus. In mei 1916 keerde het gezin terug naar Terhulpen.
Aanvankelijk woonden ze in Villa Piccola, daarna verhuisden ze naar de nieuwgebouwde Villa Clairecolline. De villa groeide tijdens de oorlogsjaren uit tot een sociale ontmoetingsplaats voor intellectuelen. De ouders van Sternheim stonden in nauw contact met in Brussel gestationeerde Duitsers, waaronder auteur Gottfried Benn, kunsthandelaar Alfred Flechtheim en uitgever Hermann von Wedderkop.
Als kind had Sternheim erg naar haar moeder verlangd en nadat ze bij haar was ingetrokken ontwikkelden ze een sterke band. Haar moeder bracht veel tijd door met de kinderen en gaf hen thuis onderwijs. Daarnaast kreeg ze les van enkele privéleraren, waaronder de Belgische dadaïst Clément Pansaers. Sternheim was een verwoed lezer en las boeken van Kleist, Dostojevski, Tolstoj en Schiller. Pansaers omschreef haar als een kind met 'de intelligentie van een 50-jarige vrouw'.
Naarmate het einde van de oorlog naderde, groeide de dreiging jegens Duitse burgers in België. Carl vertrok in oktober 1918 met Mopsa en haar broertje naar Nederland en vestigde zich in Scheveningen. Haar moeder bleef tot februari 1919 in Terhulpen. Een deel van het vermogen en bezittingen van het gezin, waaronder hun bibliotheek, werden door de Belgische autoriteiten geconfisqueerd als vijandelijk bezit. Aangezien het voor het gezin Sternheim niet mogelijk was in Nederland te blijven, vertrokken zij in april 1919 naar Zwitserland waar ze zich in Thun vestigden. Na een maand verhuisden ze naar Sankt Moritz en woonden vanaf februari 1920 in Uttwil aan het Bodenmeer.

### Conflicten
In de periode na de Eerste Wereldoorlog kampte Carl Sternheim met een steeds sterker afnemend cognitief vermogen door een syfilisbesmetting waarna hij seksueel grensoverschrijdend gedrag naar andere vrouwen en naar Mopsa begon te vertonen. Daarnaast had hij diverse buitenechtelijke relaties, wat voor onrust in huis zorgde. Haar moeder wist van dit gedrag, en had regelmatig conflicten met hem, maar ze verliet hem niet. De situatie had een grote impact op de geestelijke gesteldheid van haar moeder, die depressief werd en in oktober 1920 een suïcidepoging deed. Als kind voelde Sternheim zich naar eigen zeggen verantwoordelijk voor de gemoedstoestand van haar moeder en voelde ze zich verscheurd door de spanningen tussen haar ouders.

### Ontmoetingen

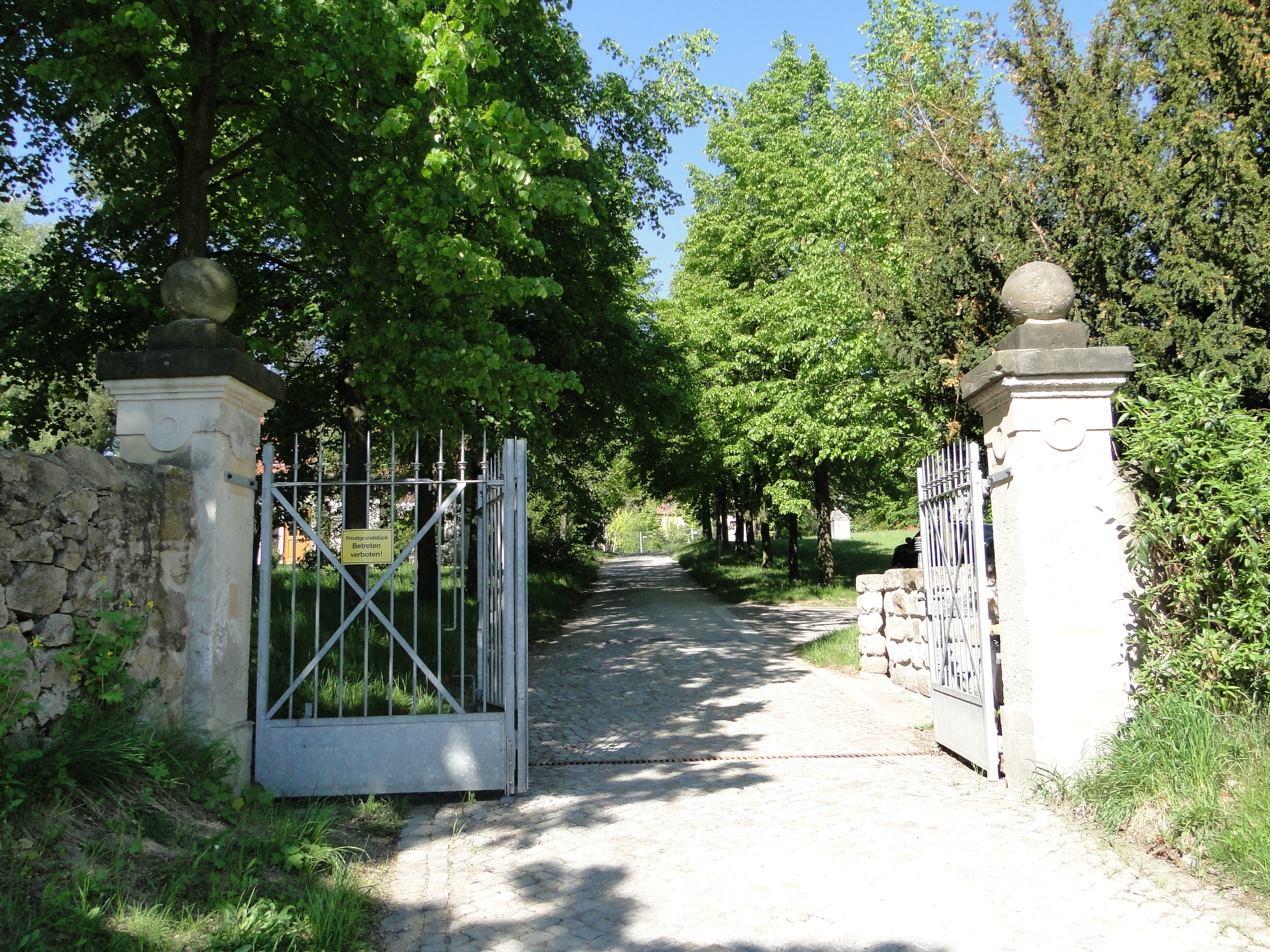
Toegangspoort tot landhuis Waldhof

Vanwege aanhoudende financiële problemen verhuisde het gezin in juni 1922 van Zwitserland naar landhuis Waldhof op het platteland van Wilschdorf, nabij Dresden. De vrienden van haar ouders, waaronder publicist Franz Pfemfert, zijn echtgenote Anja Ramm-Pfemfert, vakbondssecretaris voor de Sovjet-Unie Helene Lerner, auteur Alice Rühle-Gerstel en haar echtgenoot Otto Rühle, kwamen regelmatig over de vloer en hadden een grote invloed op Sternheim.
In Nederland had ze op dertienjarige leeftijd een vrouw ontmoet die politiek actief was, wat haar interesse in politiek had doen opbloeien. Ze volgde alle politieke discussies die thuis gevoerd werden met grote interesse, met name die over de filosofische en praktische aspecten van het communisme. Naar eigen zeggen vond ze het jammer dat ze tijdens haar leven weinig vrouwen ontmoette met wie ze over politiek kon discussiëren.

## Opleiding en start loopbaan
In de lente van 1923 startte Sternheim met een studie decorontwerp aan de kunstacademie van Dresden. In deze periode ontwikkelde ze gevoelens voor enkele van haar vrouwelijke medestudenten, maar durfde hen niet aan te spreken. Hoewel ze erg van tekenen hield, wist ze dat ze hier niet haar brood mee kon verdienen. Ze voelde zich op de kunstacademie niet op haar plek en was ervan overtuigd dat ze niet voldoende talent had. Haar eerste betaalde ontwerpopdracht kreeg ze van haar vader die haar vroeg voor de theaterproductie van zijn stuk Nebbich kostuums te ontwerpen. De ontwerpen vielen erg in de smaak en in 1924 werd ze benaderd door de Keulse theaterdirecteur Gustav Hartung die haar aanbood in de leer te gaan bij decorontwerper Theodor Caspar Pilartz. Ze accepteerde het aanbod en verhuisde dat jaar naar Keulen.

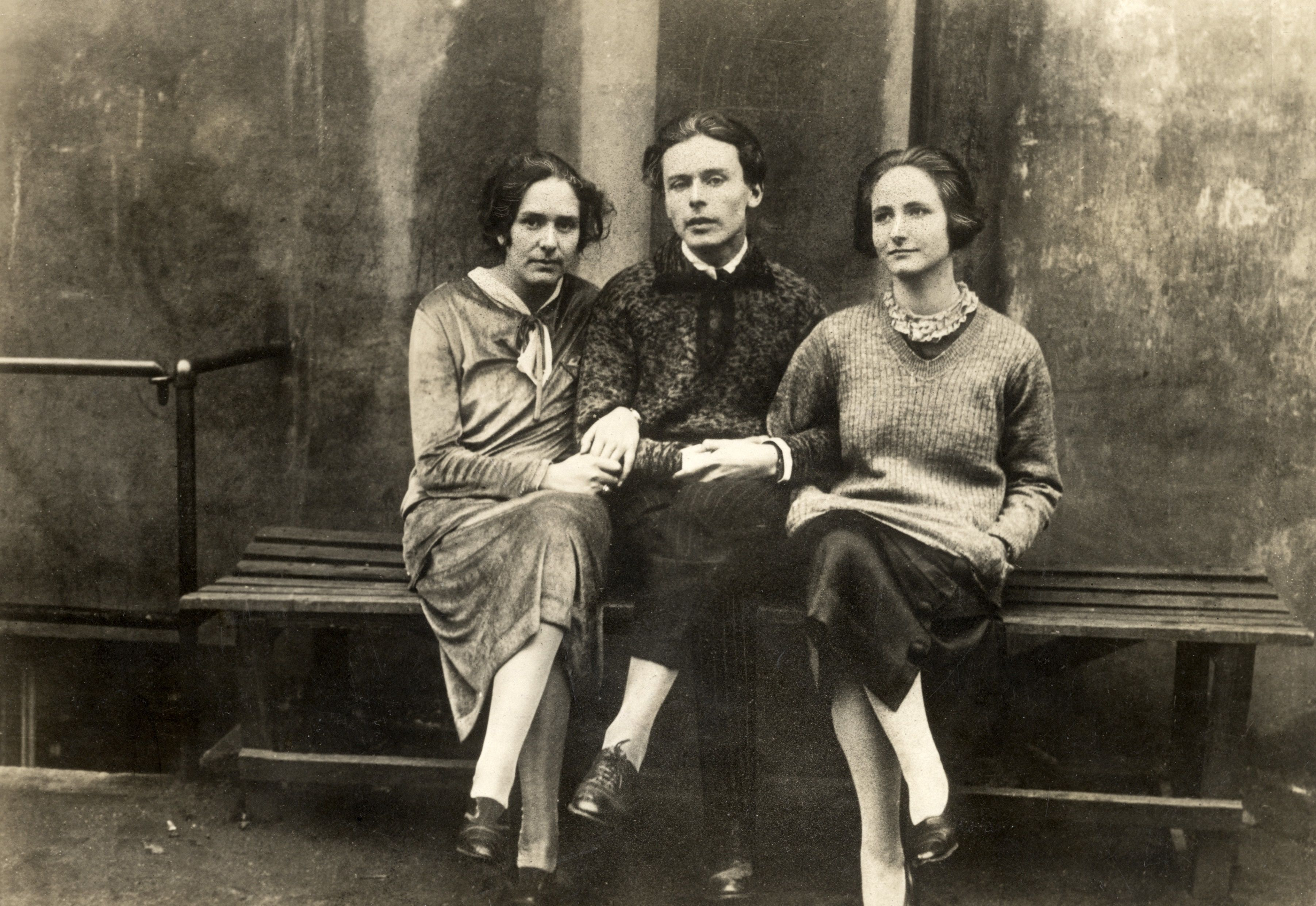
Van links naar rechts: Erika Mann, Klaus Mann en Pamela Wedekind (ca. 1925)

Tijdens haar opleiding kwam ze in contact met actrice Pamela Wedekind, die haar voorstelde aan de schrijvers Erika Mann en haar broer Klaus Mann. De vier ontwikkelden een hechte band en stonden bekend als de 'dichterskinderen'. Voor de theaterproductie van Klaus Manns stuk Anja und Esther (1925) ontwierp Sternheim de kostuums. Datzelfde jaar werd ze door haar vader gevraagd de kostuums te ontwerpen voor zijn stuk 1913 (1925). Een jaar later ontwierp ze de kostuums en het decor voor het stuk Die Schule von Uznach oder neue Sachlichkeit (1926), waarin Wedekind een rol speelde.

### Verhuizing naar Berlijn
In 1926 rondde Sternheim haar opleiding af en verhuisde ze naar Berlijn. In Berlijn had ze diverse wisselende relaties met mannen en vrouwen, waaronder een korte, maar intense, affaire met de negentien jaar oudere schrijver Gottfried Benn, een vriend van haar ouders die zij in 1917 had leren kennen. Terwijl zij een relatie hadden onderhield Benn ook een romantische briefwisseling met haar moeder. Mopsa beschouwde zijn dubbelleven als een 'handleiding voor opportunisten'. Toen Benn de relatie in augustus 1926 wilde beëindigen, dreigde ze met zelfmoord. Ze nam een overdosis pillen, waarna Benn, die tevens arts was, haar maag leegpompte. Hoewel de relatie van korte duur was, beschouwde Sternheim hem als de liefde van haar leven.
In 1927 ging Sternheim samen met Erika Mann, Klaus Mann en Pamela Wedekind op tournee door Duitsland met Klaus' stuk Revue zu vieren. Zij ontwierp de kostuums voor het stuk en Wedekind speelde de hoofdrol. Sternheims vriendschap met Klaus Mann was bijzonder innig. Ze bespraken politieke onderwerpen en de twee gebruikten regelmatig samen drugs. Nadat Sternheim in 1927 een motorongeluk kreeg, werd ze behandeld met de pijnstiller Eukodal, die werd gezien als een minder verslavend alternatief voor morfine en heroïne. Na haar behandeling raakte Sternheim ernstig verslaafd aan pijnstillers.
Haar eerste lange relatie kreeg Sternheim met actrice Ruth Landshoff-Yorck die ze in 1926 in Wenen had leren kennen toen Sternheim aan het stuk Die Schule von Uznach oder neue Sachlichkeit werkte. Via Landshoff-Yorck kwam ze vervolgens in contact met Annemarie Schwarzenbach die in 1930 naar Berlijn was verhuisd en met wie ze een hechte vriendschap ontwikkelde. Net als Sternheim was Schwarzenbach goed bevriend met Erika en Klaus Mann. Landshoff-Yorck kreeg later spijt dat ze Sternheim en Schwarzenbach aan elkaar had geïntroduceerd, aangezien Schwarzenbach dankzij Sternheim ook startte met het gebruiken van drugs. Landshoff-Yorck nam door haar gebrek aan interesse in politiek en haar afkeur van drugsgebruik steeds meer afstand van de vriendengroep. De relatie tussen haar en Sternheim kwam tot een einde, maar de twee bleven contact houden.
In december 1927 scheidden Sternheims ouders en in april van het jaar daarna hertrouwde haar vader met Pamela Wedekind. Voor Sternheim was dit de aanleiding de vriendschap met Wedekind te verbreken.

### Huwelijk
In januari 1928 leerde Sternheim de Franse surrealistische kunstschilder René Crevel kennen met wie ze een korte relatie kreeg. Ondanks dat hij homoseksueel was, deed hij haar een huwelijksaanzoek met als voorwaarde dat het een open huwelijk zou zijn waarin hij relaties had met mannen en zij met vrouwen. Samen maakten ze reizen naar Parijs waar Sternheim via hem in contact kwam met vele surrealistische kunstschilders. Het contact tussen Sternheim en hen was echter allesbehalve amicaal en ze hekelde hun minachting voor vrouwen en homoseksualiteit. Tot een huwelijk tussen Crevel en Sternheim kwam het niet, maar de twee bleven zeer goed met elkaar bevriend. In 1929 ontmoette Sternheim de Oostenrijkse kunstschilder en illustrator Rudolph von Ripper met wie ze datzelfde jaar trouwde. Door het huwelijk kreeg ze het Oostenrijks staatsburgerschap.
Sternheim wist dat ze een voorkeur had voor intieme relaties met vrouwen, maar deze waren altijd kortstondig. Volgens haar hadden de meeste vrouwen die zij kende weinig interesse in politiek, waardoor relaties haar snel verveelden. Ze kon slecht omgaan met routine en was telkens op zoek naar nieuwe ervaringen en verandering. In deze periode verbleef ze afwisselend in Marokko, Parijs, Berlijn en Salzburg zonder zich ergens voor lange periode te settelen.
Als ze in Berlijn was, was ze vaak samen met Von Ripper op feesten te vinden met kunstenaars, societyfiguren en politici van de opkomende nazipartij. Er werd veel alcohol gedronken en noch Sternheim noch Von Ripper schuwde opiumgebruik. Sternheim, Von Ripper en Crevel besloten gezamenlijk een appartement in Berlijn te huren en als driehoeksverhouding samen te wonen, maar dit plan kwam, mede door het excessieve drugsgebruik van Von Ripper en Sternheim, niet van de grond. Sternheim probeerde meermaals af te kicken, maar de periodes waarin ze niet aan drugs verslaafd was waren slechts van korte duur. Voor Sternheim werd het in deze periode steeds lastiger werk te vinden als kostuum- en decorontwerper. De hoogtijdagen van haar vader waren voorbij en bij andere producties werd ze niet aangenomen.

## Ballingschap

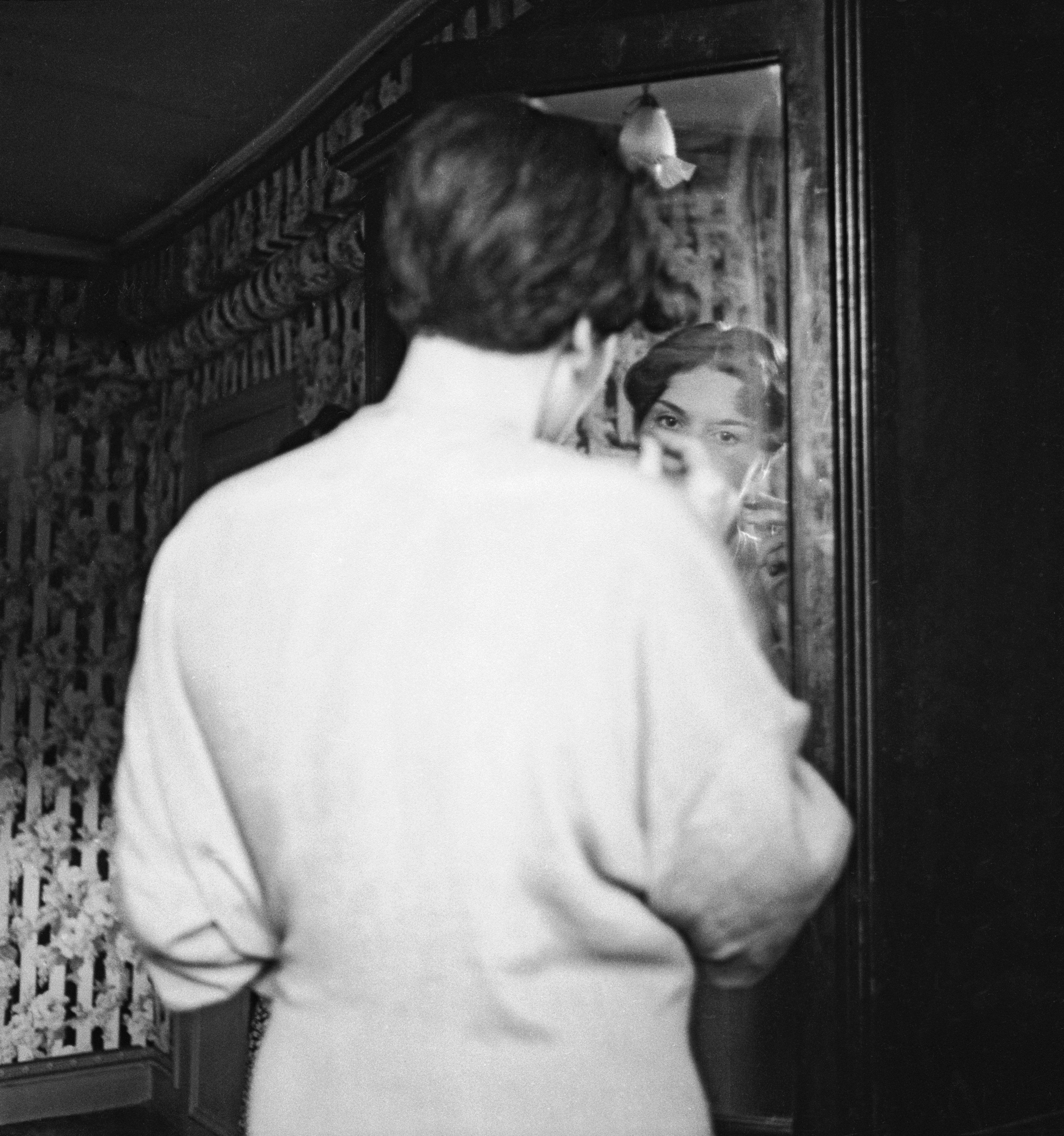
Mopsa Sternheim in Parijs (1933), gefotografeerd door Annemarie Schwarzenbach

Na de machtsovername door Adolf Hitler eind januari 1933, besloot Sternheim het land te verlaten en naar Parijs te vertrekken, waar haar moeder sinds 1932 woonde. In de Franse hoofdstad sloot ze zich aan bij het Thälmann-Komitee, een communistische organisatie die zich ontfermde over Duitse vluchtelingen. Sternheim vond al snel haar plek in zowel Duitse emigrantenkringen als Franse kunstenaarsgroepen.
In Parijs hield ze zich bezig met het schrijven van antifascistische artikelen voor de Manchester Guardian die ze met hulp van auteur Edy Sackville-West liet publiceren. Daarnaast schreef ze in 1933 samen met de communistische uitgever Willi Münzenberg het boek Braunbuch über Reichstagsbrand und Hitler-Terror. Sternheim was tevens betrokken bij een comité dat zich inzette voor de vrijlating van de Duitse communistische leider Ernst Thälmann en bij de Internationale Rode Hulp.
In deze periode zag ze haar echtgenoot slechts sporadisch. Von Ripper was voor de machtsovername van Hitler naar Engeland vertrokken, maar in de herfst van 1933 tijdelijk naar Berlijn teruggekeerd. Hij had meerdere spotprenten gemaakt van nazi-politici en werd in oktober 1933 opgepakt in Berlijn door de Gestapo wegens hoogverraad en voorbereidingen voor hoogverraad. Na zijn arrestatie werd hij overgebracht naar concentratiekamp Oranienburg waar hij enkele maanden verbleef. Na zijn vrijlating vluchtte hij via Amsterdam naar Parijs en begin 1935 vestigde hij zich in Mallorca.
Op 18 juni 1935 stierf Sternheims goede vriend René Crevel door suïcide. Hij leed al geruime tijd aan tuberculose in zijn nieren. Zijn dood vond enkele dagen voor de opening van het Congrès International des écrivains pour la défense de la culture plaats, een internationale bijeenkomst voor auteurs waar het belang van culturele verdediging tegen totalitaire regimes werd besproken, dat Sternheim en Crevel beiden hadden helpen organiseren. Voor haar betekende zijn dood het einde van haar jeugd en alles wat belangrijk voor haar was.
Een jaar na zijn dood deed Sternheim opnieuw een zelfmoordpoging, wat leidde tot een tijdelijke breuk met haar moeder. In een brief aan haar moeder in juli 1936 bekende ze dat ze veel loog, maar zichzelf niet kon voorliegen. Voor Sternheim was het niet mogelijk om succesvol af te kicken: zonder drugs verloor ze haar levenslust en was ze niet in staat te handelen. Kort na het uitbreken van de Tweede Wereldoorlog in 1939 verhuisde ze naar het atelier van haar moeder, omdat ze door haar drugsgebruik in financiële problemen was geraakt en ze vanwege haar Joodse afkomst vreesde voor haar veiligheid. In deze periode verdiende ze haar geld met vertaalwerk en kleine opdrachten in de filmindustrie, maar spendeerde haar inkomsten aan drugs, sigaretten en kleding. Daarnaast werkte ze aan het schrijven van een roman met de werktitel Vivian, later ook bekend als Im Zeichnen der Spinne. Hierin beschreef ze de zelfmoordpoging die ze ondernam na haar affaire met Gottfried Benn, en haar relatie met Ruth Landshoff-Yorck.
Na de annexatie van Oostenrijk in 1938 werd ze niet langer gezien als Oostenrijks staatsburger. In 1940 werd haar identiteitskaart ingenomen en in plaats daarvan kreeg ze een papier d’éloignement, een tijdelijke verblijfsvergunning die elke twee weken, en later elke twee maanden, vernieuwd moest worden. Een jaar later werden Sternheim en haar echtgenoot, die sinds 1938 in de Verenigde Staten woonde, officieel uitgeburgerd en werden zij stateloos.

### Verzet
Sternheim maakte zich zorgen over de veiligheid van haar vrienden en familie en zag de gevolgen van de nazi-maatregelen in haar directe omgeving. Begin 1942 nam ze contact op met het Franse verzet om een Joodse vriend te helpen Frankrijk te ontvluchten. Ze sloot zich aan bij het agentennetwerk Inventor, dat deel uitmaakte van de Réseaux Buckmaster van de Special Operations Executive (SOE). Binnen dit netwerk werkte ze als verbindingsofficier en onderluitenant onder Sidney Jones. De moeder van Sternheim wist niet van haar betrokkenheid bij het verzet.
De groep werd geïnfiltreerd door dubbelspionnen en vanaf de zomer van 1943 vonden grootschalige arrestaties plaats onder de leden van de verzetsgroep. Op 2 december 1943 werd Sternheim gearresteerd in een huis van vrienden en naar het hoofdkantoor van de Gestapo aan de Avenue Henri Martin in Parijs meegenomen. Hierna werd ze overgebracht naar de gevangenis van Fresnes. Om informatie los te krijgen, werd ze gemarteld; onder meer haar tanden werden uitgeslagen, maar Sternheim weigerde informatie door te geven. Vervolgens werd ze in januari 1944 naar een verzamelkamp in Compiègne overgebracht. Op 31 januari 1944 werd ze samen met 958 Franse vrouwen gedeporteerd naar vrouwenkamp Ravensbrück.

### Ravensbrück
In Ravensbrück kreeg ze gevangenennummer 27908. Dankzij haar talenkennis werd ze aangesteld in een van de kantoren waar ze rapporten moest opstellen over haar medegevangenen en aankomsten en vertrekken moest registreren. Later werd ze blokoudste in blok 8 van de ziekenbarak, waar ongeveer 200 à 400 zieken verbleven die leden aan besmettelijke ziekten zoals tyfus, roodvonk en dysenterie. In de barak was ze verantwoordelijk voor de hygiëne, orde en voedselverdeling.
 

Veel van de gevangenen in de ziekenbarak waren Franse verzetslieden en Sternheim zocht al snel contact met vrouwen die betrokken waren bij het communistisch verzet. Ze ontmoette onder anderen verzetsstrijdster Odette Fabius, van wie ze in december 1944 een portret tekende. Sternheim probeerde het lijden van de zieken zo veel mogelijk te beperken door hen extra voedsel of medicijnen te geven. Daarnaast wist ze in de ziekenbarak meerdere gevangenen te redden door hen te verstoppen in de bovenste delen van de stapelbedden. Vervolgens registreerde zij hen als overleden waardoor zij werden behoed voor transport of de gaskamer. De ziekenbarak was een relatief veilige verstopplaats, aangezien de SS er vanwege de besmettelijke ziekten niet kwam.

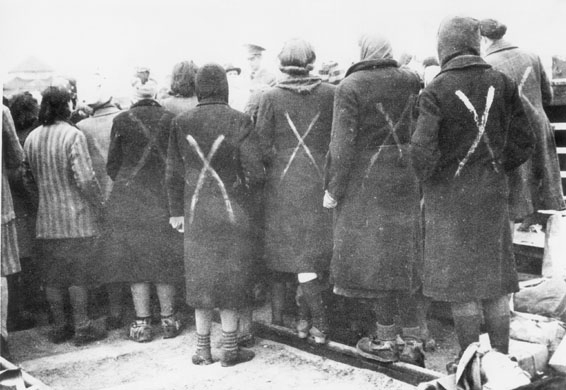
Vrouwelijke gevangenen in Ravensbrück wachten op transport van het Rode Kruis (april 1945)

De SS merkte dat ze zich extra inspande voor bepaalde patiënten en haar houding tegenover de SS werd als 'arrogant' ervaren. Sternheim werd gedegradeerd tot  (kameroudste) en overgeplaatst naar blok 5 van de industriebarak waar uniformen werden gemaakt en hersteld. In het kamp kreeg ze een relatie met de Franse studente Betty George, die ze tijdens het transport had leren kennen, aan wie ze veel steun had. Doordat Sternheim erg ziek was geworden in het concentratiekamp, was ze ervan overtuigd dat ze in het kamp zou sterven.
Sternheim werd op 23 april 1945 door het Zweedse Rode Kruis bevrijd uit Ravensbrück als onderdeel van Aktion Bernadotte. Op dat moment verkeerde Sternheim in slechte gezondheid en bleef ze in Zweden om aan te sterken. Op 26 juni 1945 keerde ze terug naar Parijs. Haar toestand omschreef ze als: 'niet gebroken, maar toch gebroken.' De relatie tussen Sternheim en Betty George kwam na de Tweede Wereldoorlog tot een einde.

## Naoorlogse jaren
Na haar terugkeer naar Parijs ging ze bij haar moeder wonen. Haar moeder was tijdens de Tweede Wereldoorlog in financiële moeilijkheden geraakt en Sternheim zette zich in om herstelbetalingen voor hen te regelen. Daarnaast probeerde ze de erfenis van haar vader, die op 3 november 1942 in Brussel was overleden, te verkrijgen. Doordat Sternheim stateloos was, kreeg ze geen uitkering van de Franse staat. Daarnaast werd ze door de Franse overheid als verrader behandeld, aangezien ze had samengewerkt met de Britse geheime dienst. Ook de Duitse overheid weigerde een schadevergoeding aan haar te betalen. In 1948 was Sternheim voor het eerst sinds het einde van de oorlog terug in Duitsland, waar ze in Hamburg getuigde tijdens het vierde Ravensbrück-proces tegen kamparts Benno Orendi en verpleegster Martha Haake.
Het huwelijk met Von Ripper was kort na het einde van de Tweede Wereldoorlog stukgelopen, en Von Ripper was na hun scheiding hertrouwd met een Amerikaanse vrouw. Eind jaren veertig kreeg ze een relatie met zakenman Henri Taourel, maar deze was erg ongelukkig. Achteraf stelde ze dat de relatie als erger had ervaren dan haar gevangenschap in Ravensbrück.
In de naoorlogse jaren raakte Sternheim opnieuw verslaafd aan drugs. Ze was teleurgesteld in de politieke situatie in Frankrijk en zag dat de mensen om haar heen zich afkeerden van het marxisme. Ook raakte ze wederom in geldnood. Ze probeerde haar carrière als decor- en kostuumontwerper weer op te pakken, maar dit bleek niet erg succesvol. In 1951 kreeg ze nog eenmaal een opdracht: het ontwerpen van het decor voor het theaterstuk Der Snob, een stuk van haar vader Carl Sternheim uit 1914, dat opnieuw werd opgevoerd. Daarnaast schreef ze enkele filmscenario's, maar veel geplande projecten werden afgeblazen. In dezelfde periode werkte ze verder aan de roman waarmee ze voor de oorlog was gestart, maar het lukte haar niet deze te voltooien.
In 1952 ontmoette ze Benn na lange tijd opnieuw. Tijdens de opkomst van het nazisme had Benn, in tegenstelling tot Sternheim, zich aanvankelijk niet uitgesproken tegen de maatregelen van Adolf Hitler, maar beschouwde hij het nationaalsocialisme als een manier om 'het wankelende Westen te redden'. Ondanks hun verschillende standpunten bleef Sternheim gevoelig voor zijn charmes. In een brief aan Betty George schreef ze in 1952: 'hij is voor mij wat hij altijd was, de enige man die invloed op mij had. Het is een soort hersenvergiftiging.'

### Overlijden
In de winter van 1953 werd darmkanker bij Sternheim geconstateerd. Ze had het gevoel dat ze alles wat ze wilde had bereikt en dat haar leven zijn beloop had gehad. Doordat ze lang verslaafd was geweest, werkten de morfinepreparaten niet meer en had ze erge pijn. Enkele maanden voor haar dood schreef ze in haar dagboek: Altijd dezelfde vergissing: wanneer ze je arresteren, denk je: het is voorbij; wanneer je in het concentratiekamp aankomt, denk je: het is voorbij; kanker: het is voorbij. Nee, het is NOOIT voorbij tot je sterft. De rest zijn slechts ideeën.
In 1954 zou ze een operatie ondergaan, maar Sternheim wilde deze niet overleven. Ze overleed op 11 september 1954 in Parijs aan de gevolgen van kanker. Ze werd 49 jaar oud. Ze werd begraven op cimetière parisien de Bagneux.

## Media
In de serie Die Manns – Ein Jahrhundertroman (2001) wordt de rol van Sternheim gespeeld door Anna Thalbach.